# Murasaki Shikibu Nikki Emaki
Murasaki Shikibu Nikki Emaki (紫式部日記絵巻 (Tử Thức Bộ Nhật Ký Hội Quyển)) là một cuộn tranh emaki (cuộn tranh truyền thống của Nhật Bản) được vẽ vào giữa thế kỉ 13. Bên cạnh việc lấy cảm hứng từ cuốn nhật ký riêng tư (nikki) của Murasaki Shikibu, một vị Nữ quan thời Heian sống vào thế kỉ 10–11, đồng thời cũng là tác giả của Truyện kể Genji, cuộn tranh emaki còn thuộc về một trường phái hội họa cổ điển Nhật Bản được gọi là yamato-e, cũng như được công nhận là đã làm sống lại hình tượng của thời kỳ Heian.
Ngày nay, chỉ còn 4 cuộn emaki vẫn còn trong tình trạng nguyên vẹn và được trưng bày trong 4 bộ sưu tập khác nhau: Hachisuka, Matsudaira, Hinohara (Tokyo), và Fujita (tại Bảo tàng Nghệ thuật Fujita, Osaka). Trong số các cuộc tranh còn tồn tại đó, cuộn tranh đầu tiên đã mô tả về buổi lễ mừng ngày chào đời cho Hoàng tử Atsunari (tức Atsuhira, sau này là Thiên hoàng Go-Ichijō) vào năm 1008 và cuộn tranh cuối cùng đã đề cập tới buổi lễ tương tự cho Hoàng tử Atsunaga (về sau là Thiên hoàng Go-Suzaku) năm 1009. Sự chênh lệch về thời gian này cũng cho ta thấy rằng bản emaki nguyên gốc có chứa nhiều cuộn tranh hơn so với lượng cuộn tranh vẫn còn tồn tại cho tới ngày nay.

## Mô tả
Tử Thức Bộ Nhật Ký (紫式部日記 Murasaki Shikibu Nikki) là một tác phẩm ghi lại cuộc sống thường nhật của tác giả, đồng thời cũng là vị Nữ quan nổi tiếng sống vào thời Heian là Murasaki Shikibu, cũng là người đã sáng tác ra trường thiên tiểu thuyết Truyện kể Genji. Cuốn Nhật ký được cho là đã được viết trong khoảng thời gian từ năm 1008 đến năm 1010, phần lớn nhất trong tác phẩm chủ yếu xoay quanh việc Hoàng hậu Shōshi (hay Akiko) hạ sinh các vị Hoàng tử (về sau trở thành Thiên hoàng Go-Ichijō và Go-Suzaku) đi kèm những lễ hội liên quan, với các chi tiết nhỏ mô tả cuộc sống chốn hậu cung và mối quan hệ giữa Murasaki với những nữ quan khác, cũng như những văn sĩ cung đình như Izumi Shikibu, Akazome Emon và Sei Shōnagon. Nó cũng cho ta thấy những tình tiết sống động dưới thời đại nắm quyền của Fujiwara no Michinaga. Giống như tiểu thuyết Genji, cuốn nhật ký cũng mô tả những cảm xúc và những mối quan hệ giữa người với người , đặc biệt hơn, nó đã mô tả sự ràng buộc giữa Murasaki Shikibu với "triều đình" riêng của Hoàng hậu Akiko, cũng như sự cô đơn và đau khổ sau cái chết của chồng bà vào năm 1001.  Trong đó bao gồm cả những lời nhận xét của tác giả đối với những người có tầm ảnh hưởng cùng thời, những cách cư xử thiếu lịch thiệp của đàn ông (trong đó có cả Fujiwara no Michinaga) và phụ nữ thời bấy giờ với sự hạn chế về mặt kinh nghiệm và học thức của họ. Cuốn nhật ký được xem là một tuyệt tác của trường phái Nikki Bungaku.
Emaki là loại tranh cuộn truyền thống của Nhật với mục đích kể chuyện thông qua những bức vẽ cùng lời dẫn đi kèm, được du nhập vào Nhật Bản thông qua việc giao lưu văn hóa với Trung Quốc vào khoảng thế kỷ thứ 6 và được lưu truyền rộng rãi trong tầng lớp quý tộc thời Heian. Sau thời Heian là thời kỳ Kamakura được đánh dấu bởi những cuộc chiến tranh và xung đột giữa các thế lực trong nước. Trong thời kỳ đó, nền nghệ thuật Emaki vẫn phát triển. Nếu như các chiến binh Mạc phủ yêu thích những "cuộn tranh với chuyển động nhanh" như truyền thuyết và những câu chuyện thời chiến thì việc sản xuất emaki kiểu Heian vẫn tồn tại trong cung đình. Những bức họa kể lại tuyệt tác Truyện kể Genji đã tiếp tục được phổ biến vào đầu thời kỳ Kamakura dẫn đến việc hồi sinh lại mối quan tâm đối với tác giả của nó, Murasaki Shikibu. Vào cuối thế kỷ 13, nền nghệ thuật thời Heian đã thu hút sự quan tâm trở lại của nhiều người,  dẫn đến việc nhiều họa sĩ thời đó đã quay trở lại phong cách hội họa cung đình; có rất nhiều bức emaki đã được sản xuất trong thời kỳ này.
Murasaki Shikibu Nikki Emaki được vẽ trong bối cảnh nền nghệ thuật emaki đang bước vào thời kỳ hoàng kim và theo lời của Penelope Mason thì "nó là một trong những ví dụ tốt nhất về loại hình tường thuật bằng thơ và tranh minh họa kể từ thời Kamakura". Bức họa này đã được vẽ vào khoảng thời gian 200 năm sau khi cuốn nhật ký được viết, tức là vào giữa thế kỉ 13. Cũng giống như nội dung nguyên gốc của cuốn nhật ký, bức họa đã ghi lại sự cô độc cũng như góc nhìn của tác giả về cuộc sống chốn Hoàng cung, song đã được thêm vào một số dòng chữ hoài niệm về quá khứ huy hoàng của cung đình thời Heian - một trong những chi tiết tiêu biểu trong các cuốn Emaki vào thế kỉ 13, nhằm đem lại cho người xem cảm giác về "thời hoàng kim đã mất ", theo Mason, kể cả những bức họa mô tả những sự kiện vui vẻ như yến hội. Ngoài ra, các ghi chú trong bức vẽ, tức là những phần văn bản không được sơn lên, cũng có sự khác biệt so với cuốn nhật ký.
Một bức emaki trong nhật ký của Murasaki Shikibu đã đề cập đến một tác phẩm khác có tên là Meigetsuki ("Minh nguyệt chi họa"), nhật ký của nhà thơ kiêm học giả Fujiwara no Teika. Theo cuốn nhật ký này, vào năm 1233, một số quý tộc thân cận với Thiên hoàng Go-Horikawa đã lên kế hoạch tạo ra một bức emaki mới cho Truyện kể Genji (sau bức Genji Monogatari Emaki được vẽ vào thế kỉ 12, cũng là bức họa được biết tới nhiều nhất), kèm theo một tác phẩm khác thuộc thể loại nhật ký của Murasaki. Tuy nhiên, không có bằng chứng nào cho thấy những cuộn tranh mà Fujiwara no Teika đề cập tới là có thật, mặc dù tính nhất quán trong thời gian sản xuất những cuộn tranh ấy được xem là trường hợp khả thi, Những bức emaki được xem là bằng chứng xác thực gồm có tác phẩm được thủ bút bởiFujiwara Nobuzane và những dòng chú thích của nhà thư pháp ưu tú Gokyōgoku (後京極良経 (Hậu Nguyên Cực Lương Kinh) 1169–1206).

## Phong cách và bố cục
Có hai yếu tố cơ bản được tìm thấy trong các cuộn emaki: Những người trong nhà sẽ có những hoạt động phổ biến trong giới quý tộc lúc bấy giờ như viết thư, chơi nhạc cụ, đối đáp văn thơ hay nói chuyện với những người khác; tiếp đó là cảnh khu vườn bên ngoài nơi họ đang sống. Vì lý do trên, Mason đã gọi những người trong emaki là những người "bị ràng buộc ở trong nhà (house bound)". Hướng đọc cuộn tranh từ phải sang trái được thể hiện rất rõ thông qua bố cục của từng bức hình, và thường các chi tiết cao trào của cốt truyện sẽ tăng dần theo hướng từ phải sang trái; hay những sự việc chính sẽ được vẽ ở bên phải và kết quả/hậu quả của nó sẽ được vẽ ở bên trái . Về mặt phong cách, các bức emaki luôn tuân thủ nguyên tắc của thể loại onna-e thuộc yamato-e và điều này cũng tương tự với Nguyên Thị Vật Ngữ Hội Quyển (1120–1140) song cũng có những điểm khác nhau. Một chi tiết điển hình trong onna-e đó chính là những bức vẽ mô tả cuộc sống cung đình theo cách hoài cổ , vượt thời gian và được bảo tồn mọt cách tối đa, nhưng những chi tiết như phong cảnh và góc nhìn chiêm nghiệm về nó đã được khắc họa một cách thuần túy. Hình minh họa trong các tác phẩm thể loại này tương đối ngắn nếu so với emaki nói về chiến tranh hay những câu chuyện dân gian, và theo lời Mason thì "tác phẩm đã nâng tầm hình ảnh biểu tượng cho các chi tiết hoa văn phi hình mẫu".
Kỹ thuật vẽ tsukuri-eđã được sử dụng phổ biến trong emaki cung đình vào thế kỉ 12, cho đến ngày nay vẫn còn được sử dụng. Muốn làm ra sản phẩm phong cách này, người làm phải trải qua 3 giai đoạn: đầu tiên, người ta sẽ phác thảo khung cảnh bằng mực Tàu (có thể được làm bởi một bậc thầy trong nghề), sau đó mực sẽ được đổ trên bề mặt của giấy theo thứ tự từ phông nền rộng lớn cho đến các chi tiết nhỏ. Cuối cùng, người ta sẽ vẽ thêm đường viền để tái tạo lại hình ảnh nhằm khắc họa các chi tiết rõ ràng hơn. Tuy nhiên, người ta cũng ghi nhận sự thay đổi về phong cách được thực hiện một lần nữa, bởi vì các sắc tố ở đó mờ nhạt hơn bình thường, và các sắc thái tinh tế đã được làm nổi bật bởi các đường viền đẹp được vẽ bằng mực. Ngoài ra, những chi tiết trang trí có thể được làm nổi bật với bụi vàng và đôi khi là bạc. Theo Mason, kĩ thuật này dường như được làm ít tỉ mỉ hơn so với quá khứ, ví dụ như những chi tiết có thể được tìm thấy trong việc khắc họa nội thất kiến trúc (chẳng hạn như cửa trượt và bình phong) với những chi tiết cụ thể cũng như nguyên liệu bột bạc được sử dụng ít thường xuyên hơn so với vàng.
Những thay đổi về mặt văn hóa kể từ sau thời Heian đã dẫn đến việc mô tả những chuyển động cùng cử chỉ, điệu bộ của các nhân vật một cách chân thực và sống động . Sau khi từ bỏ phong cách hikime kagibanavào thời kỳ Heian, các hình đã được vẽ với những đặc điểm riêng lẻ và tâm trạng cảm xúc được thể hiện rõ ràng hơn . Một cách tổng quát hơn, M. Murase đã ghi chú rằng các đường nét cảm xúc đã được thay đổi một cách tinh tế hơn so với các cuộn tranh được vẽ vào thế kỉ 12 ; ví dụ như những căn phòng (hoặc là không gian nội cảnh, tùy thuộc vào fusuma), trong những cung điện rộng lớn và có ít sự thân mật hoặc riêng tư hơn, và những quý tộc trong đó cũng có những bước đi tự nhiên và bạo dạn hơn. Khác với những cuộn tranh được vẽ thuở sơ khai như Genji Emaki, với những kiến trúc và cảnh quan được sử dụng như những hình ảnh ẩn dụ "làm nền" cho cảm xúc con người , trong những cuộn tranh về sau, cảm xúc con người trong từng cuộn giấy hiện ra một cách trực tiếp thông qua biểu hiện trên gương mặt và cử chỉ, nó còn phụ thuộc vào vị trí của từng nhân vật trong các cảnh. Bên cạnh đó, những chi tiết kiến trúc khác như cột nhà, xà hay nền nhà vẫn tiếp tục được sử dụng để bày tỏ tâm trạng. Trong những cuộn tranh đó, phong cảnh sẽ tự đứng vững khi chúng tách rời khỏi cảm xúc của các nhân vật và còn có chức năng mới là nơi thoát khỏi những ràng buộc của cuộc sống cung đình.
Giống như những bức emaki khác, để vẽ ra những bức họa miêu tả những thứ có trong cuốn nhật ký của Murasaki Shikibu, người làm ra nó cần phải sử dụng kỹ năng fukinuki yatai, tức là kỹ năng phối cảnh theo chiều từ trên xuống nhằm đem lại cho người xem cái nhìn sâu sắc về tác phẩm . Hơn nữa, người ta cũng sử dụng các đường chéo để đánh dấu độ sâu của từng chi tiết. Nếu ta so sánh với những cuộn tranh đời đầu, trong những cuộn tranh đó, ta có thể thấy không gian riêng tư được mô tả với góc nhìn bình thường hơn thông qua những mành tre (misu)) được cuộn lại hay những không gian có tấm trượt (fusuma) vốn được biểu hiện trong cuộn tranh kiểu cũ đã bị loại bỏ sau này. Tốc độ chuyển động của các nhân vật được cố tình làm chậm lại trong  tsukuri-e, về sau đã được đẩy lên khá nhanh với những bức họa mô tả một lần xuất hiện duy nhất trong thời gian và các sự kiện liên quan đến thời gian được định vị gần nhau trong các emaki.
Phong cách trang trí trong những bức vẽ cung đình (onna-e) chịu ảnh hưởng từ những chủ đề văn học đã được thể hiện rõ trong những tác phẩm khác được vẽ vào thời kỳ Kamakura, như uta monogatari ( là bức Emaki minh họa cho tác phẩmCâu chuyện Ise ), Tsukuri monogatari (hay Sumiyoshi Monogatari Emaki) và cả những tác phẩm lãng mạn (ví dụ như tác phẩm " Lời tỏ tình của ngài Takafusa (隆房卿艶詞絵巻 Takafusa Kyō tsuya kotoba emaki)").

## Ảnh hưởng về mặt lịch sử
Cuộn tranh Emaki này đã vẽ lên cuộc sống thường nhật và những lễ hội diễn ra bên trong cung đình Heian, đôi khi trong đó có chứa những chi tiết như chơi trò chơi ven hồ, mặc dù có thể có những nhận thức khác nhau về điều này tùy thuộc vào từng thời điểm sản xuất. Tương tự như những cuộn tranh khác mô tả cuộc sống cung đình như Nguyên Thị Vật Ngữ Hội Quyển hay Chẩm Thảo Tử Hội Quyển ( Makura no Sōshi Emaki), chúng đã cung cấp cho người xem kiến thức về kiến trúc theo phong cách shinden-zukuri (đặc biệt là về nội thất bên trong) với kiểu cách bài trí đặc trưng pha trộn giữa phong cách thời Đường với phong cách truyền thống của Nhật Bản.

## Các cuộn tranh mở rộng
Một bức emaki hoàn chỉnh thường chứa từ 10–12 cuộn tranh. Trước thời kỳ Edo (1603–1867), di sản tổ tiên của emaki không hề được nhắc đến. Về sau, vào thời kỳ Minh Trị (1868–1911), người ta mới phát hiện ra bốn cuộn tranh còn sót lại, mỗi cuộn có chiều cao 21,0 cm (8,3 in) và dài khoảng 4,5–5,4 m (15–18 ft). Tuy nhiên, chủ sở hữu của những cuộn tranh này cũng như tình trạng bảo quản của chúng đã bị thay đổi . Những phần còn lại chỉ chiếm 15% tổng dung lượng của toàn bộ cuốn nhật ký và được sắp xếp không theo một thứ tự nào cả. Chúng bao gồm 24 cảnh có độ rộng khác nhau, được phân bổ trong 3 cuộn tranh, 6 tờ tranh đơn lẻ và 2 cuộn tranh treo được trưng bày ở sáu địa điểm khác nhau: trong đó chỉ có 3 địa điểm trưng bày công cộng bao gồm Bảo tàng nghệ thuật Fujita, Bảo tàng Gotoh, Bảo tàng Quốc gia Tokyo cùng 3 bộ sưu tập tư nhân khác. Mỗi cuộn tranh đều bắt đầu bằng lời dẫn chuyện và thường có những lời miêu tả phong cảnh xung quanh xen lẫn với hình ảnh minh họa, và thường được kết thúc với một bức tranh hoàn chỉnh. Hình thức trình bày được chia làm 2 trường hợp: Trường hợp thứ nhất, một phần văn bản dài sẽ được chia làm 2 phần và trường hợp thứ 2, cuộn tranh Hachisuka sẽ có 3 phần hình minh họa không được phân tách bởi văn bản, và 2 phần văn bản độc lập sẽ không được tách rời mà sẽ được gắn liền thành một thể thống nhất .

### Cuộn tranh Hachisuka
Các thứ tự thời gian chuyển cảnh trong một emaki kiểu cũ kết hợp với một số giai thoại trong cuốn nhật ký nguyên gốc đều được thể hiện trong cuộn tranh Hachisuka. Được đặt tên theo chủ sở hữu trước đây của nó, tức gia tộc Hachisuka cai trị lãnh địa Tokushima thuộc tỉnh Awa, cuộn tranh này được coi là sản phẩm sở hữu tư nhân. Cuộn tranh này có chứa 8 bức họa và 7 đoạn văn bản dẫn truyện kéo dài khoảng 16 trang giấy. Đoạn lời dẫn thứ 3 trong tác phẩm dài tới mức nó đã được chia làm 2 phần và theo sau đó là 3 bức vẽ minh họa. Trong khi đó, đoạn dẫn truyện thứ 7 được thêm ngay sau đoạn thứ 6 mà không hề có bức tranh minh họa nào nằm giữa hai phần này. Toàn bộ cuộn tranh dài 537,5 cm (211,6 in) và được thừa nhận là Tài sản văn hóa quan trọng của đất nước. Các cảnh từ 1–5 tương ứng với phần tiếp theo của cuốn nhật ký và cũng là phần lâu đời nhất của tác phẩm gốc được thể hiện bởi bất kỳ cuộn tranh nào trong số 4 cuộn tranh emaki. Các cảnh 6 và 7 tương ứng với những phần tiếp đó và xuất hiện trong nhật ký sau một vài cảnh được mô tả trong 3 cuộn tranh được bổ sung sau này.

#### Ngày thứ ba trong lễ kỷ niệm ngày sinh của Thân vương Atsuhira

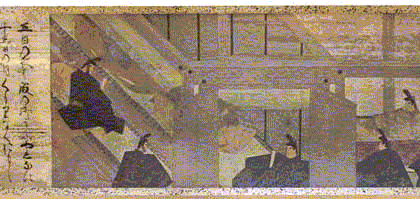
Tranh vẽ cảnh các Quý tộc đến chúc mừng.

Cuộn tranh Hachisuka mở đầu với cảnh yến tiệc được sắp xếp bởi Hoàng hậu và được chủ trì bởi thống đốc tỉnh Ōmi vào ngày 13 tháng 9 năm Kankō thứ 5 (tức ngày 14 tháng 10 năm 1004), vào buổi tối thứ 3 trong lễ kỉ niệm ngày sinh của Thân vương  Atsuhira, sau là Thiên hoàng Go-Ichijō. Vào dịp này, sinh mẫu của Thân vương, tức Hoàng hậu Shōshi đã nhận được những món quà như trang phục và đồ dùng cho trẻ em. Trong bức tranh minh họa cảnh này, ta có thể thấy cảnh các quý tộc đứng trên ban công bên ngoài tẩm cung của Hoàng hậu .

#### Vào ngày kỉ niệm ngày sinh thứ năm của Thân vương Atsuhira

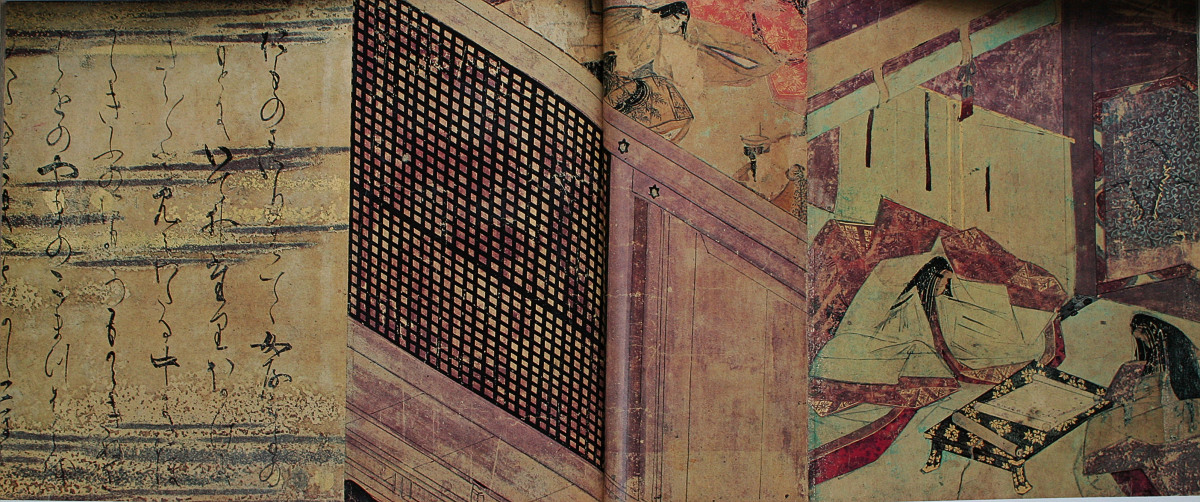
Tranh thứ tư (phải), tranh thứ năm (giữa) và phần chữ thứ tư (trái)

Cảnh 2 - 5 của cuộn tranh Hachisuka mô tả yến hội vào buổi tối ngày 15 tháng 9 năm  Kankō thứ 5 (tức ngày 16 tháng 10 năm 1008). Vào ngày đó, vị Nhiếp chính quan bạch cũng là ông ngoại của Hoàng tử mới sinh - Fujiwara no Michinaga đã tổ chức lễ kỷ niệm ngày sinh cho cháu trai mình. Trong cảnh thứ hai của emaki, Murasaki Shikibu đã mô tả niềm vui và hạnh phúc của mọi người trong cung bao gồm cả người hầu, quan chức nhỏ và giới quý tộc. Bức Emaki đã khắc họa lên khung cảnh yến tiệc với hình ảnh những chiếc bàn với mochi được đặt trong vườn, ánh trăng rằm tỏa sáng tuyệt đẹp và những ngọn đuốc làm cho khung cảnh sáng rực như ban ngày. Cũng có một bức vẽ khác ngay sau cảnh này 
Lời dẫn thứ ba được chia thành hai phần, theo sau là ba bức vẽ minh họa. Lời dẫn là những đoạn văn mô tả chi tiết về bữa tối của Hoàng hậu với các quan khách bao gồm tên của các thị nữ xuất thân cao quý cùng với cha của họ. Bức Emaki đã miêu tả những thị nữ không được chọn tham dự với bộ dạng "khóc lóc thảm thiết". Những người khác được phép tham gia buổi lễ bao gồm các uneme (phụ nữ được chọn vì nhan sắc), mohitori (quan viên phụ trách giếng, nước tương và hầm băng), migusiage (những người hầu cận cài trâm lên tóc), tonomori (những người quản gia của Thiên hoàng, kanmori no nyokwan (người dọn dẹp) và người giữ cửa. Theo Murasaki Shikibu, buổi lễ có quá nhiều người tham gia đến mức khó có thể đi qua chỗ đông người ấy.

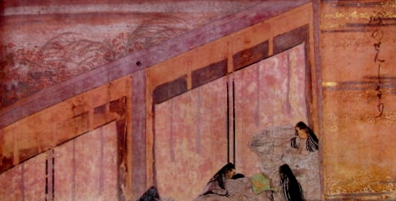
Tranh vẽ cảnh các cung nữ từ trong rèm đi ra.

Cảnh thứ tư tương đối ngắn với đoạn mô tả cảnh các thị nữ cấp cao rời khỏi tẩm cung của Hoàng hậu, một căn phòng được ngăn cách bởi rèm misu  để bước vào khu vườn và thắp đuốc. Bức họa cũng cung cấp thêm cho người xem chi tiết, cũng như giải thích về trang phục của một trong những người hầu gái tham dự buổi tiệc đó là Nữ quan Oshikibu.

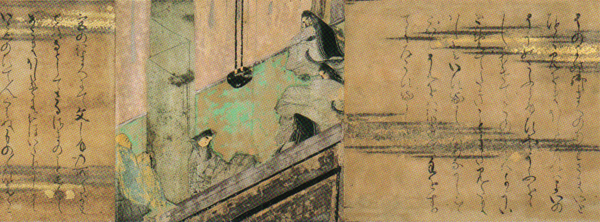
Bức tranh thứ bảy, nằm giữa phần văn bản thứ 5 (phải) và thứ 6 (trái)

Lời dẫn thứ năm dẫn dắt người xem đến phần tiếp theo của các sự kiện trước đó, cũng như kể lại cuộc trao đổi xã giao giữa các cung nữ và một nhà sư, người đã kể những câu chuyện tôn giáo và những câu chuyện khác xuyên đêm. Trong tấm Emaki, ta có thể thấy những lời Murasaki Shikibu nói với nhà sư ấy: "Ngài không thể nhìn thấy  thứ đáng yêu như vậy mỗi ngày được", và nhà sư trả lời rằng: "Thật vậy! Thật vậy!" , sau đó vỗ tay mừng rỡ mà quên đi phép tắc  Phật giáo của mình. Ta có thể thấy một linh mục lớn tuổi ở gần đường viền bên trái của bức tranh đang mở một tấm bình phong gấp mà bên ngoài có ba cung nữ đang ngồi. Trong đó, Murasaki Shikibu ngồi gần nhà sư nhất, ngay phía sau bức bình phong.

#### "Biên niên sử nữ quan"

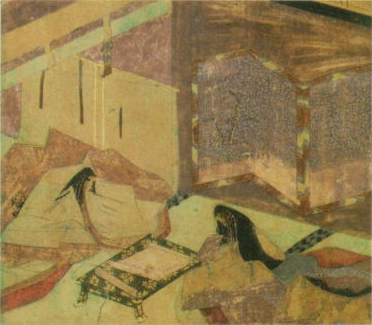
Murasaki Shikibu (phải) đọc kinh cho Hoàng hậu Shōshi (trái). Một Tập thơ Bạch Cư Dị (白氏文集, Hakushi Monjū) được trải trên bàn viết maki-e giữa họ.

Cảnh thứ sáu của cuộn tranh Hachisuka nói về một giai thoại được viết vào một ngày không xác định vào năm 1009. Đó là phần miêu tả về Nữ quan Saemon no Naishi, người mà Murasaki Shikibu không ưa. Trong cuốn nhật ký, nữ văn sĩ viết rằng Naishi là người đã lan truyền tin đồn rằng Murasaki Shikibu rất tự hào về việc học chữ Hán của mình (vào thời kỳ Heian, chỉ có nam giới mới được sử dụng Hán tự) và đặt cho Murasaki biệt danh là "Nữ quan biên chép của nước Nhật ". Trong giai thoại này, Murasaki Shikibu đã giải thích rằng bà học chữ Hán từ nhỏ và được dạy rằng phải khiêm tốn về việc học của mình, cũng như phải giữ điều đó làm bí mật trong suốt cuộc đời với nỗi sợ bị đánh giá bởi con mắt của người ngoài. Lời dẫn trong bức emaki cũng liên quan đến việc Hoàng hậu Shōshi lệnh cho Murasaki Shikibu đọc Hán tự và bà đã bí mật dạy cho Hoàng hậu về các tác phẩm thi ca của Bạch Cư Dị (đặc biệt là về một phần trong đó gọi là Tân Lạc Phủ (新楽府 shingafu)). Tuy nhiên, Thiên hoàng và Nhiếp chính quan đã phát hiện ra điều này và gửi tặng cho Hoàng hậu rất nhiều tác phẩm thơ ca.

#### Những vũ công múa điệu Gosechi
Cảnh cuối cùng trong cuộn tranh Hachisuka là một cảnh được cắt ra từ cảnh múa Gosechi, một điệu múa cổ xưa được biểu diễn bởi các thiếu nữ trẻ đẹp để ăn mừng lễ hội mùa màng được tổ chức vào tháng 11 hàng năm. Lời dẫn của emaki được mở đầu bằng những dòng miêu tả ngoại hình và trang phục của hai thiếu nữ trong đoàn vũ công và kết thúc là cảnh các vũ nữ ném quạt xuống khi một vị quan lục phẩm tiếp cận và lấy đi những chiếc quạt ấy. Trong nhật ký, Murasaki Shikibu viết rằng bà coi họ là những vũ nữ duyên dáng nhưng lại không giống các thiếu nữ chút nào . Sự kiện này được diễn ra cụ thể vào ngày 22 tháng 11 năm Kankō thứ 5 (tức ngày 22 tháng 12 năm 1008).

#### Những phần chỉ vẽ cảnh
Bên cạnh những bức họa mô tả các cảnh được biểu hiện trong cuốn nhật ký, cuộn tranh Hachisuka còn chứa những bản vẽ mà các chi tiết của nó không liên quan đến bất kỳ lời dẫn nào trong cuộn tranh. Bức tranh thứ 5 trong cuộn tương ứng với một cảnh được miêu tả trong lời dẫn thứ hai trong cuộn tranh Hinohara, nơi nữ sĩ Murasaki Shikibu nhìn lại thời gian lần đầu tiên bà bước chân vào chốn cung đình. Bức tranh đã cho chúng ta thấy Murasaki Shikibu đang ở trong một căn phòng với cánh cửa tsumado (một loại cửa ván có bản lề) khép kín cùng với shitomido (cửa có lưới mắt cáo). Bên cạnh bà là chiếc đèn cố định nội thất kiểu cũ với cấu tạo từ một chiếc cột gỗ với chiếc đĩa đầy dầu với phần bấc ở trên đó (tōdai).
Bức vẽ cuối cùng trong cuộn tranh Hachisuka không có bất cứ liên quan gì tới  những lời dẫn trong những mảnh emaki còn tồn tại. Tuy nhiên, nội dung trong bức vẽ ấy có thể liên quan đến một cảnh xuất hiện trong nhật ký của Murasaki Shikibu với cảm xúc âu sầu của bà sau khi chồng mất, cũng như nỗi lo lắng về tương lai. Trong đó, nữ văn sĩ kể lại rằng bà đã nhìn lên ánh trăng với tâm trạng "vô vọng não nề" và cảm thấy cô đơn. Việc chơi đàn koto vào một buổi tối mát trời chỉ khiến bà sầu não hơn. Trong cảnh này cũng có một đoạn mô tả ngắn về căn phòng có chứa hai giá sách của bà , một chiếc giá đựng sách của chồng bà và kể từ khi ông qua đời, không còn ai chạm tới chúng lần nào nữa; chiếc còn lại dùng để đựng "những vần thơ lãng mạn và xưa cũ", có vẻ như chúng là tác phẩm của chính bà. Quang cảnh được mô tả vào khoảng thời gian không xác định, vào năm Kankō thứ 6 (1009). Có một bức tranh trong tấm emaki cho ta thấy Murasaki Shikibu đang chơi đàn koto trong một căn phòng trải chiếu tatami cùng với một nữ quan khác đang đi bộ bên ngoài ban công (engawa).

### Cuộn tranh Fujita
Ban đầu, cuộn tranh thuộc quyền sở hữu của gia tộc Akimoto (秋元家 (Thu Nguyên Gia)), một gia tộc cai quản lãnh địa Tatebayashi thuộc tỉnh Kōzuke. Cuộn tranh bổ sung Fujita này bao gồm 5 đoạn lời dẫn chuyện cùng năm bức tranh xen kẽ nhau. Dựa trên di sản mà tổ tiên chủ sở hữu để lại trước đây mà đôi khi nó cũng được gọi là cuộn tranh cũ của nhà Akimoto. Ngoài ra, phần lời dẫn thứ 6 đã được bảo tồn từ một bản sao của bức emaki nguyên gốc vào thế kỉ 19. Cuộn tranh mở rộng có chiều dài 434,0 cm (170,9 in), hiện đang được sở hữu bởi Bảo tàng nghệ thuật Fujita, Osaka và được coi là Quốc bảo của Nhật Bản kể từ ngày 28 tháng 6 năm 1956. Cuộn tranh mô tả quãng thời gian buổi tối vào ngày thứ 5 trong buổi lễ mừng ngày sinh của Thân vương Atsuhira, sau này là Thiên hoàng Go-Ichijō, và kết thúc với cảnh miêu tả nội thất trong tư dinh của Nhiếp quan Michinaga khi Thiên hoàng Ichijō tới thăm.

#### Lễ kỷ niệm ngày sinh thứ năm của Thân vương Atsuhira

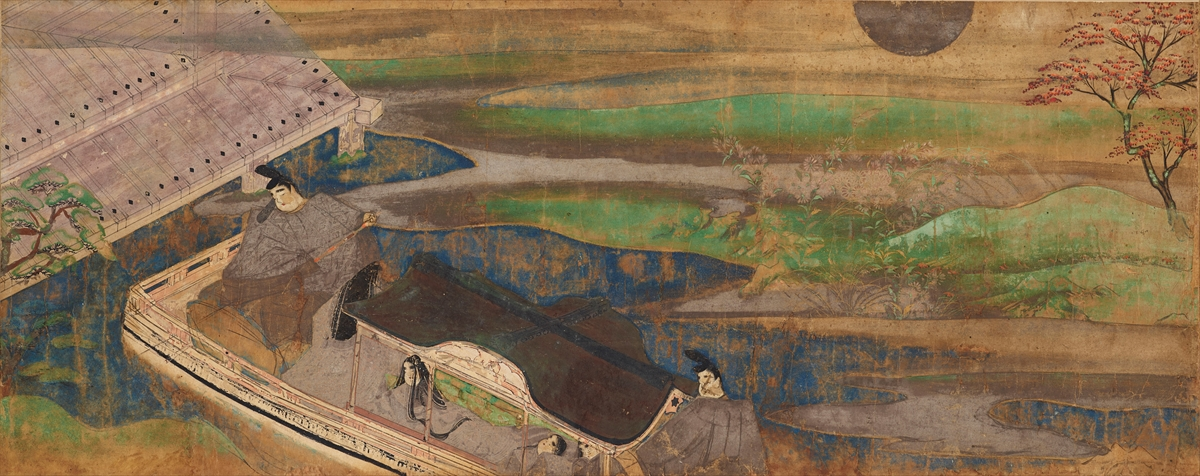

Lấy bối cảnh ngay sau cảnh thứ 5 của cuộn tranh Hachisuka, bức vẽ đã mô tả một sự kiện vào tối ngày 15 tháng 9 năm Kankō thứ 5, (tức ngày 16 tháng 10 năm 1008), vào ngày Michinaga tổ chức lễ kỉ niệm ngày sinh cho Thân vương Atsuhira. Một số người đã làm thơ vào dịp này. Murasaki Shikibu sau đó đã ca ngợi tài đối đáp cũng như năng khiếu thi ca của Fujiwara no Kintō; mặc dù ông không hề tham gia vào việc trao đổi thơ ca vào tối hôm đó. Trong đêm ấy, Hoàng hậu đã tặng áo choàng và trang phục trẻ em cho những nữ quan có phẩm hàm cao nhất; lớp áo kimono lót cho các nữ quan tứ phẩm; và hakama cho những nữ phòng có địa vị thấp hơn hàm lục phẩm.

#### "Một bữa tiệc trên thuyền"
Ngay sau cảnh vẽ trước chính là lời dẫn chuyện dẫn dắt người xem đến phần tiếp theo, với việc mô tả sự kiện trong ngày kế tiếp. Những người hầu trẻ tuổi, mặc trang phục màu trắng và ngồi trên chiếc thuyền với khung cảnh tràn ngập ánh trăng (vào ngày 16 tháng 9 năm Kankō thứ 5, tức ngày 17 tháng 10 năm 1008 dương lịch). Theo lời của Murasaki Shikibu, những nữ quan đã có cảm xúc ganh tị khi họ bị bỏ lại phía sau và không được lên thuyền.

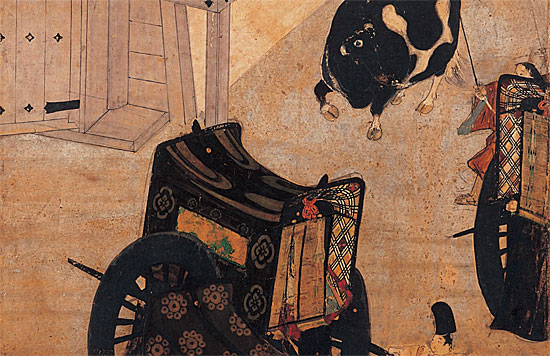
Xe bò kéo cho các cung phi Thiên hoàng (minh họa cho cảnh thứ 3)

Tiếp nối cảnh trước là một khung cảnh mới cho ta thấy sự bối rối của mọi người ở trên thuyền khi xe bò kéo của các Nữ quan làm việc cho Thiên hoàng xuất hiện ở gần đó. Các nữ quan đã được Michinaga thết đãi nồng hậu và được nhận những món quà từ chính tay Nhiếp chính quan.

#### "Lễ sinh nhật do triều đình tổ chức"

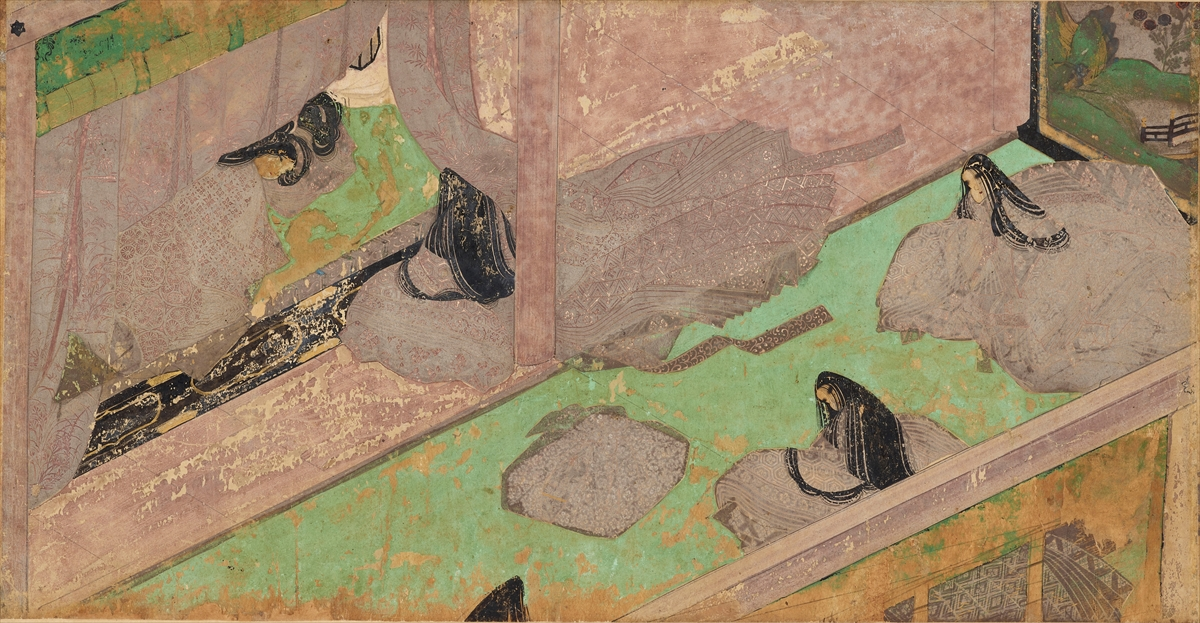
Murasaki Shikibu (giữa) thoáng thấy Hoàng hậu (trái) với mái tóc không chải ra sau misu.

Vào ngày 17 tháng 9 năm Kankō thứ 5 (tức ngày 18 tháng 10 năm 1008), đích thân Thiên hoàng đã tổ chức buổi lễ vào ngày thứ 7 trong chuỗi sự kiện mừng ngày sinh của Thân vương Atsuhira. Những món quà trong buổi lễ đã được trao đổi giữa Thiên hoàng và các nữ quan. Trong suốt buổi tối diễn ra buổi lễ, ánh mắt Murasaki Shikibu đều đánh về phía Hoàng hậu, người có bộ dạng ủ rũ, gầy yếu và xanh xao đi rất nhiều.  Theo lời của Murasaki Shikibu thì "mái tóc của Hoàng hậu nếu được cột lên sẽ đẹp hơn" ; tuy nhiên sau đó bà đã dừng mô tả vì thấy lời lẽ bình phẩm của mình quá khiếm nhã so với bậc "mẫu nghi thiên hạ" như Hoàng hậu Akiko.

#### "Chuẩn bị cho chuyến thăm của Hoàng gia"
Sự kiện mô tả trong bản vẽ được diễn ra trong khoảng thời gian từ ngày 13 tháng 10 năm Kankō thứ 5 đến buổi sáng ngày 16 ( từ ngày 13 đến ngày 16 tháng 11 năm 1008 theo dương lịch). Cảnh trong cuộn tranh được mở đầu bằng việc trồng hoa cúc trước cửa dinh thự của Nhiếp chính Quan bạch Michinaga nhằm chuẩn bị cho chuyến viếng thăm của Thiên hoàng. Trong phần cảnh mô tả thứ hai, ta có thể thấy Murasaki Shikibu đang trầm ngâm về cuộc đời sầu muộn của mình với một "nỗi buồn sâu sắc", cùng với mong muốn có thể thích nghi với cuộc sống đó mà không cần phải suy nghĩ thêm nữa. Bà luôn dằn vặt rằng mình đã sống một cuộc đời đầy tội lỗi và mong muốn được hiến thân cho tôn giáo. Khi nhìn những con chim thủy điểu đang vui đùa vô tư trong hồ nước, nữ văn sĩ đã thủ bút một bài thơ waka:
Thủy điểu trong dòng nước—

Thật vui tươi biết bao,

Nhưng sự thật thì sao

Lo âu tìm lẽ sống.

#### Ngày của chuyến viếng thăm của Hoàng gia (bản sao của Tanaka Shinbi)
Phần lời dẫn thứ 6 trong cuộn tranh Fujita  đã được bảo tồn dưới dạng một bản sao từ bản thảo gốc được viết bởi Tanaka Shinbi (田中親美 (Điền Trung Thân Mĩ)) (1875–1975), nhà nghiên cứu và sưu tầm những tác phẩm nghệ thuật tuyệt tác của Nhật Bản, cũng là người đã tiến hành phục chế lại những văn tự cổ trong Genji Monogatari Emaki. Kể từ năm 1894, ông đã bắt đầu phục chế lại những đoạn dẫn chuyện trong Murasaki Shikibu Nikki Emaki. Những đoạn văn bản này không chứa bất kỳ hình ảnh minh họa nào và ngày nay là vật sở hữu của gia đình Tanaka.

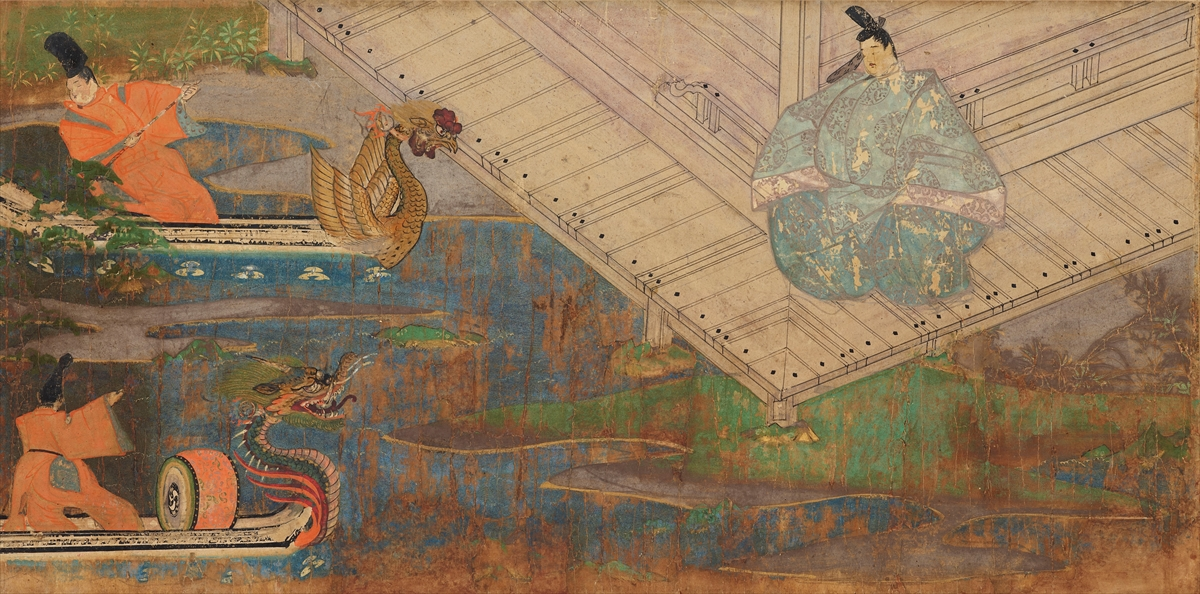
Bức tranh cuối cùng của cuộn giấy còn tồn tại tương ứng với cảnh thứ sáu: Michinaga trên hiên nhà thuyền của mình ngắm nhìn các cận thần vui chơi trên những chiếc thuyền mà ông đã cung cấp

Cảnh được mô tả trong cuốn nhật ký nối tiếp cảnh thứ 5 trong cuộn tranh Fujita, nói về việc trao đổi thư từ giữa Murasaki Shikibu và một vị nữ quan tên là Koshosho. Việc bà gấp gáp phản hồi lại thư của đối phương đúng lúc mưa rào để không khiến người bên kia phải chờ đợi như "một vùng trời dữ tợn và đe dọa ", Murasaki Shikibu đã thêm những vần thơ sau đây vào lá thư của mình:
Ngoài kia mưa tạnh đan xen,

Ấy mà tay áo vẫn đựng lệ rơi.

Sau trời tối, bà liền nhận được hồi âm từ nữ quan Koshosho:
Màn đêm che giấc mộng,

Cơn mưa phùn lâm râm–

Ôi nước mắt ta tuôn, khao khát người!

Để thay đổi chủ đề viết, Murasaki Shikibu đã đề cập tới một sự kiện khác xảy ra cùng ngày, đó là việc Michinaga đi quan sát hai chiếc thuyền mới của ông, một chiếc được trang trí với hình rồng ở đầu mũi thuyên và chiếc còn lại được trang trí bằng đầu phượng hoàng, đã nhắc nhở nữ sĩ về những hình tượng sống động. Bức vẽ thể hiện điều đó trong emaki được vẽ theo sau phần lời dẫn thứ năm, thuộc phần cuối của cuộn tranh Fujita và trong bản gốc nó nằm trước cảnh dẫn thứ sáu, với việc minh họa cảnh chiêm ngưỡng những chiếc thuyền. Penelope Mason đã coi sự đa dạng trong những thành phần xuất hiện trong các tình tiết giống như những thứ đại diện cho sự hoài cổ vào thế kỉ 13, khi đó nội cung Hoàng gia Nhật Bản đã qua quá khứ hoàng kim của nó, mặc dù tác phẩm đã "khắc họa thoáng qua bản chất vui vẻ trong những khung cảnh tươi đẹp và lộng lẫy."

### Cuộn tranh cũ của gia tộc Morikawa/ Cuộn tranh gia tộc Matsudaira
Vào năm 1920, Morikawa Kanichirō (森川勘一郎, 1887–1980) đến từ Nagoya đã phát hiện ra một cuộn tranh gồm 5 mảnh bức vẽ của Murasaki Shikibu Nikki Emaki, trong đó có chứa 5 bản vẽ và 5 đoạn dẫn truyện nằm đan xen nhau . Trước đây, cuộn tranh thuộc quyền sở hữu của gia tộc Matsudaira,gia tộc cai trị lãnh địa Saijō thuộc tỉnh Iyo, do đó, cuộn tranh này được tham khảo như là một "bản hiệu đính của gia tộc Matsudaira" và sau này nó còn được gọi là "Bản hiệu đính cũ của nhà Morikawa" (đừng nhầm lẫn với ấn bản Morikawa dưới đây đề cập trực tiếp đến gia tộc Morikawa ). Hai năm sau khi khám phá ra cuộn tranh, Morikawa đã bán nó cho một thương gia kiêm bậc thầy trà đạo đến từ vùng Niigata là Masuda Donō (益田鈍翁, 1847－1938, người đã cắt cuộn tranh ra làm 2 phần. Một phần thuộc bản hiệu đính với lời dẫn thứ 5 đã được truyền cho các thế hệ sau trong gia tộc Morikawa và hiện đang là bộ sưu tập riêng tư. Một năm sau, vào năm 1933, Donō đã tách riêng đoạn lời dẫn thứ 3 ra và định dạng lại tác phẩm dưới dạng tranh cuộn treo (hiện tại tác phẩm đang được quản lý bởi Bộ văn hóa Nhật Bản). Thông qua gia tộc Takanashi, ba cảnh còn lại (các cảnh số 1, 2, 4) đã được đóng khung vào năm 1934, một lần nữa lại bị đổi chủ sau khi nó được đưa vào bộ sưu tập của Bảo tàng Gotoh. Do đó, nó còn được biết với cái tên khác dựa trên bộ sưu tập là "bản hiệu đính Gotoh". Ngày nay, cuộn tranh của nhà Matsudaira đã được trưng bày ở 3 nơi khác nhau, một trong số đó là Quốc bảo và hai cuộn còn lại được xem là Tài sản Quốc gia quan trọng của nước Nhật. Trong khi cuộn tranh này không còn nguyên vẹn, người ta có thể đo được bản chế tác lại vào thế kỉ 20 dài khoảng 453,1 cm (178,4 in). Ngoại trừ cảnh đầu tiên của bản phục chế Gotoh, cuộn tranh của gia tộc Matsudaira đã mô tả những sự kiện diễn ra vào ngày 1 tháng 11 năm Kankō thứ 5 (tức ngày 1 tháng 12 năm 1008), đó là ngày ika-no-iwai, tức lễ kỷ niệm 50 ngày sinh của Thân vương Atsuhira, về sau là Thiên hoàng Go-Ichijō.

### Bản hiệu đính Gotoh
Bản hiệu đính Gotoh tương ứng với các cảnh 1, 2 và 4 trong cuộn tranh của gia tộc Matsudaira và đã được phân vùng từ cuộn gốc trong khoảng thời gian từ năm 1932 đến năm 1933 bởi Masuda Donō. Nó bao gồm 3 bức vẽ cùng với 3 đoạn chú thích được đóng khung riêng rẽ (có tất cả tổng cộng 6 phần trong cuộn tranh đó). Bộ cuộn tranh này đã được coi là Quốc bảo vào ngày on  28 tháng 6 năm 1956,và hiện tại tác phẩm đang được trưng bày tại bảo tàng Gotoh.

#### "Một đêm đầy trăng"

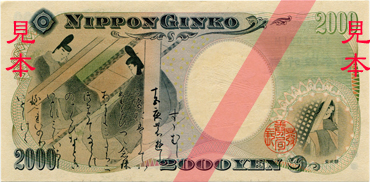
Hình ảnh Murasaki Shikibu (dưới cùng bên phải) trên tờ tiền 2000 yen được rút ra từ cảnh này.

Cảnh trong bức tranh trên diễn ra vào ngày 17 tháng 10 năm Kankō thứ 5 (tức ngày 17 tháng 11 năm 1008), cho ta thấy hai kẻ say rượu đang cố gắng đột nhập vào nơi ở của Murasaki Shikibu sau khi bà đi ra ngoài và tận hưởng quang cảnh khu vườn. Trong bức tranh, ta có thể thấy Murasaki đã giữ cửa sổ bên trong nhà mình nhằm tránh mặt những người đàn ông. Người đầu tiên đến  cung của bà là viên quan tổng quản Fujiwara no Sanenari (藤原実成) (bên phải bức tranh), cũng là người đã mở phần trên của cánh cửa chéo trong nhà của Murasaki và hỏi xem có ai ở trong đó không. Theo lời của Murasaki Shikibu, ông ta dường như có ý định nhắm vào Hoàng hậu Akiko. Sanenari có thể đột nhập vào đây được là nhờ sự giúp sức của một vị quan tổng quản của các phi tần (có mối liên hệ với Akiko), tức Fujiwara no Tadanobu (藤原斉信) người đã hỏi rằng: "Có ai ở đây không?" Murasaki thì thầm đáp lại, nhằm tránh đi bất cứ lời mời nào có thể coi là lời tán tỉnh. Cả hai vị quan này đều yêu cầu bà mở phần dưới cùng của cánh cửa ra. Vào thời kỳ Heian, việc một vị quan thượng cấp đột nhập vào nơi ở của những người thuộc cấp thấp hơn được coi là điều đáng hổ thẹn và có thể khiến họ mất thể diện; việc này chỉ có thể bao biện bằng cách nói rằng hai vị tỏng quản này vẫn còn rất trẻ .
Ở góc trên bên trái, ta có thể thấy một thị nữ có tên là Saishō no Kimi, một người bạn của Murasaki. Khu vườn rộng lớn chiếm hơn nửa bức tranh trong khi nội cảnh chỉ chiếm một góc nhỏ được coi là một cách sắp xếp cảnh táo bạo. Theo lời của Penelope Mason thì "đây là một trong những cảnh buồn nhất và đẹp nhất trong cuộn tranh", diễn tả sự tương phản giữa vẻ đẹp của khu vườn tràn ngập ánh trăng và hồ nước trong veo với sự ngột ngạt, gò bó chốn cung đình. Cánh cửa shitomi cùng những vị quan tổng quản đã ngăn cách Murasaki Shikibu với thế giới bên ngoài, biến bà thành một tù nhân trong chính căn phòng của mình.

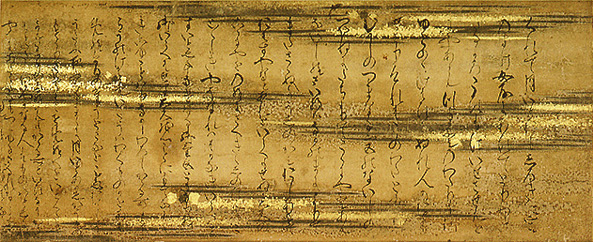

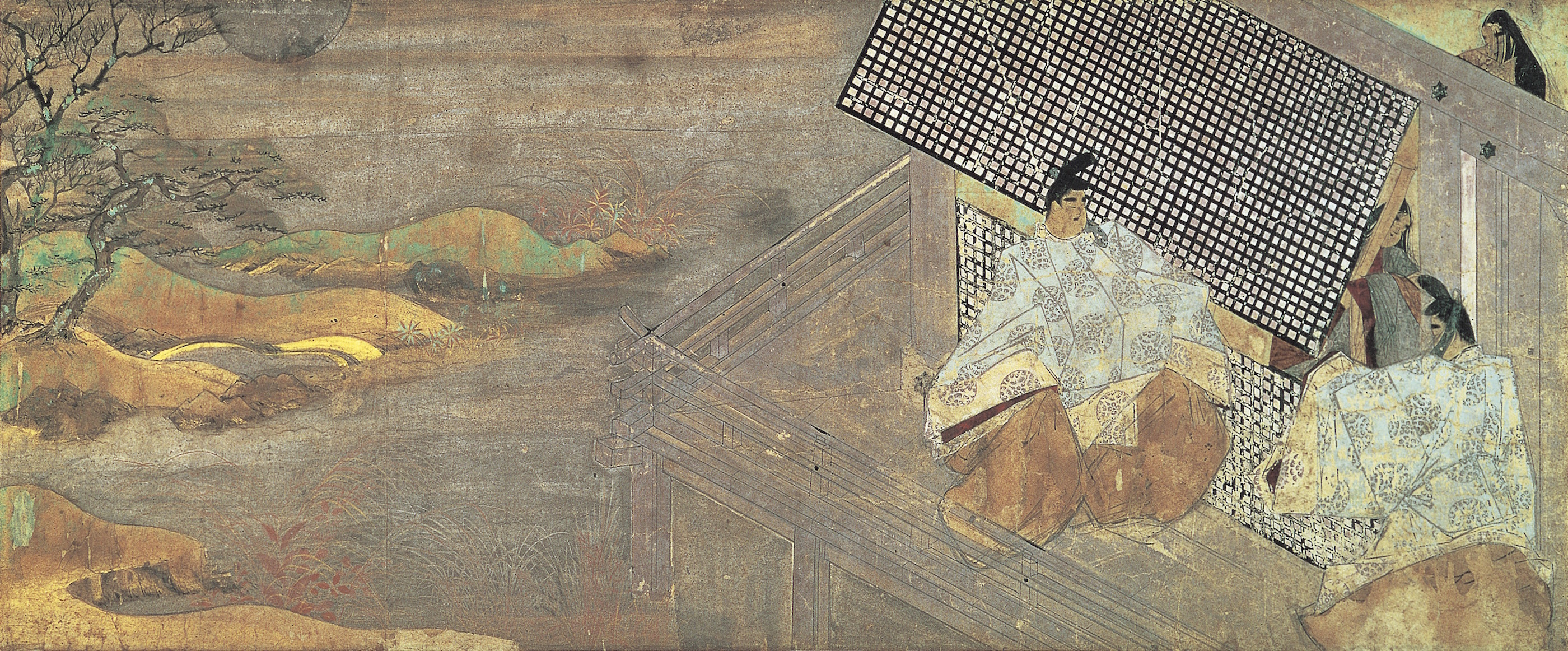

#### Lễ kỷ niệm 50 ngày sinh của Thân vương Atsuhira
Giống như những cảnh khác trừ cảnh đầu tiên của cuộn tranh Matsudaira, bức tranh này đã mô tả một sự kiện diễn ra vào ngày 1 tháng 11 năm Kankō thứ 5 (tức ngày 1 tháng 12 năm 1008 dương lịch), vào ngày Ika-no-iwai kỷ niệm ngày sinh của Thân vương Atsuhira, sau này là Thiên hoàng Go-Ichijō. Bức vẽ cho ta thấy một căn phòng bên trong shinden được phân vùng bởi căn phòng kichō có vách ngăn được làm từ những thân cây mục nát. Hoàng hậu Shōshi đang bế đứa con mới sinh ở trên tay, mọi người có thể nhìn thấy bà đang ngồi ở trên cùng, trong khi các nữ quan đang phục vụ rất nhiều món ăn được dùng cho nghi lễ ở phía dưới.

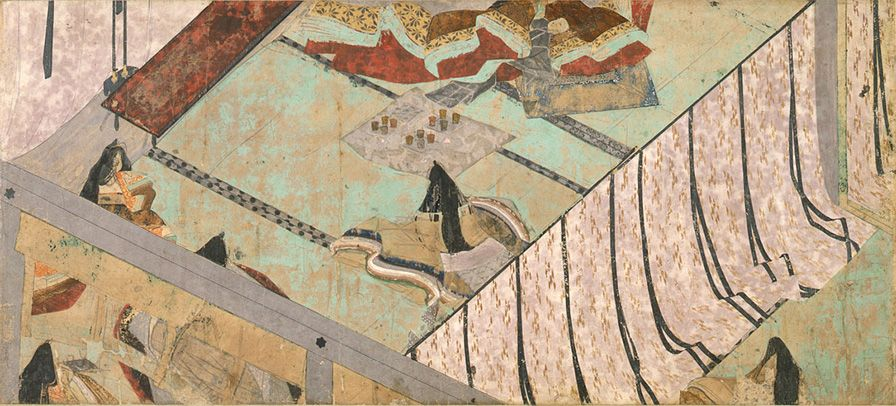

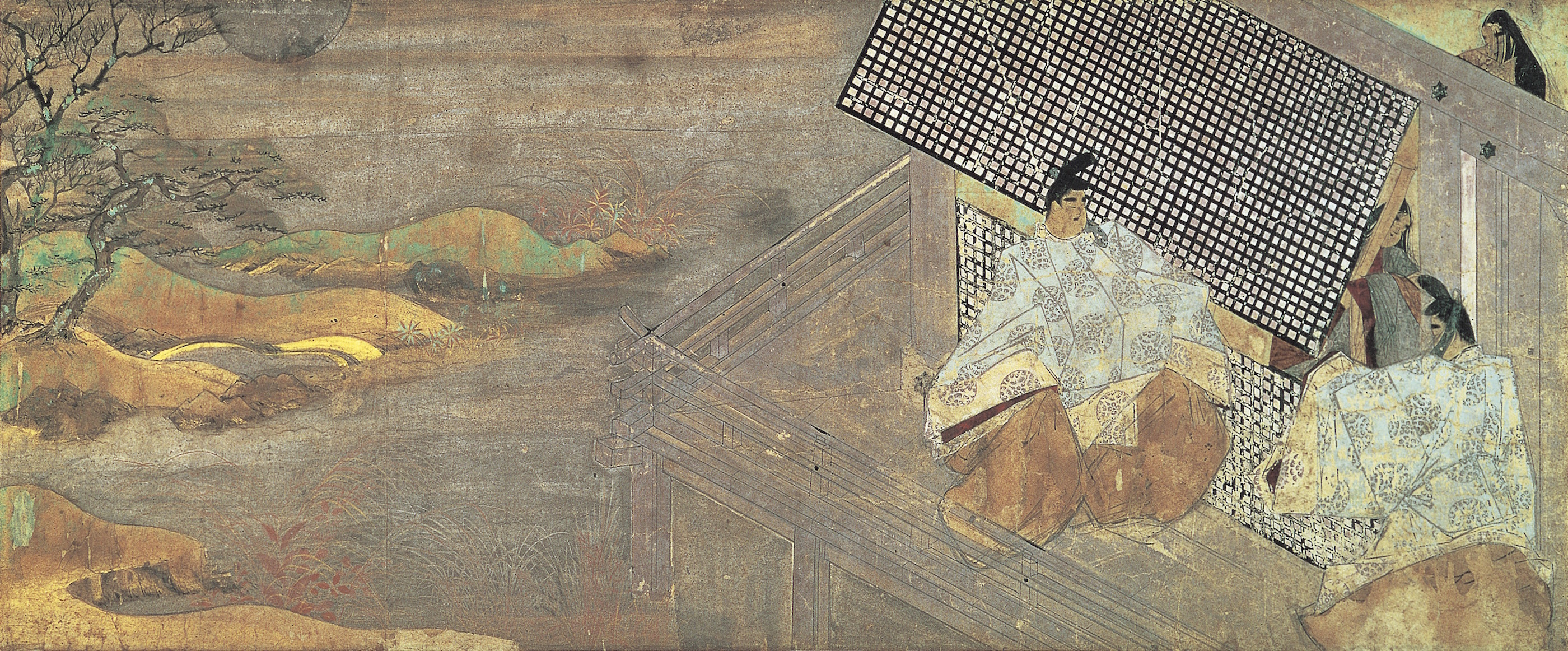

Bức tranh vẽ cảnh thứ 3 đã được trưng bày tại Bảo tàng Gotoh ban đầu thuộc về phân đoạn thứ 4 trong cuộn tranh của gia tộc Matsudaira. Do đó, ban đầu tác phẩm do  Bộ Văn hóa Nhật Bản nắm giữ và tiếp đó là phân đoạn thứ 5 của cuộn tranh Matsudaira được sở hữu bởi gia tộc Morikawa. Giống như những mảnh tranh trước đó, cảnh trong bức tranh này đã mô tả về lễ Ika-no-iwai được tổ chức cho Thân vương Atsuhira. Trong bức tranh đó, ta có thể thấy cảnh tượng các quan viên quý tộc say xỉn đang đùa giỡn và tán tỉnh cung nữ. Bức tranh này đã được chú ý đến vì đã khắc họa từng khuôn mặt và biểu cảm đời thường của từng nhân vật theo cách sinh động và chân thực nhất  .

### Cuộn tranh cũ của gia tộc Ōkura
Đây là loại cuộn tranh chỉ chứa một bức vẽ kèm với lời dẫn phía sau. Ban đầu ,nó thuộc về cảnh 3 của cuộn tranh của gia tộc Matsudaira trước khi được định dạng lại dưới dạng tranh cuộn bởi Masuda Donō vào năm 1933. Tại một số thời điểm, nó đã thuộc quyền sở hữu của gia tộc Ōkura (大倉家), nhưng hiện tại nó đang được sở hữu bởi Cục Văn hóa Nhật Bản và được bảo quản bởi Bảo tàng Quốc gia Tokyo. Cuộn tranh này đã được công nhận là Tài sản Văn hóa quan trọng vào ngày 31 tháng 3 năm 1953. Giống như những cảnh trước và sau của cuộn tranh (tức cảnh 2 và 3 lấy từ bản hiệu đính Gotoh), tác phẩm hội họa này đã mô tả lễ kỷ niệm 50 ngày sinh của Thân vương Atsuhira, sau này là Thiên hoàng Go-Ichijō vào buổi tối ngày 1 tháng 11 năm Kankō thứ 5 (tức ngày 1 tháng 12 năm 1008). Những nhân vật chính trong buổi lễ đều xuất hiện trong trang phục chỉn chu và bước vào một căn phòng được ngăn cách bởi những tấm kichō. Ông ngoại của Thân vương, tức Fujiwara no Michinaga ngồi ở phía dưới và làm nghi thức dâng bánh gạo (mochi) cho cháu trai mình như một nghi thức của buổi lễ. Vị nữ quan ngồi bên phải ông được cho là tác giả của cuốn nhật ký - Murasaki Shikibu.

### Bản vẽ thuộc gia tộc Morikawa

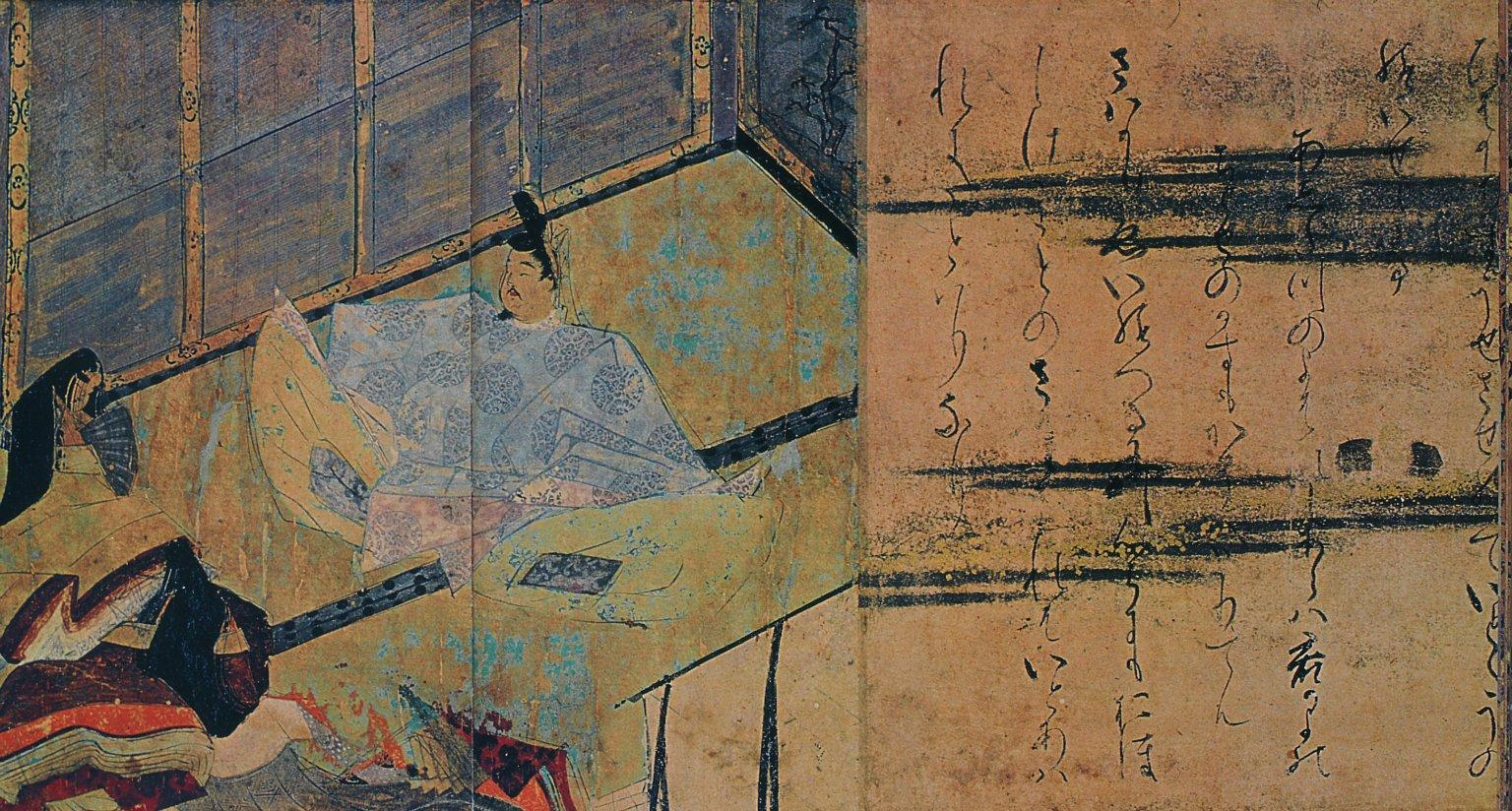
"Mỗi lần ngươi sáng tác một bài thơ,ngươi sẽ được miễn lễ". (rộng khoảng 38 cm (15 in), một phần của mảnh vỡ với 14 dòng thư pháp bị cắt ở bên phải trong hình này)[58

Bản vẽ cuối cùng trong 5 bản vẽ thuộc cuộn tranh gia tộc Matsudaira đã được phân chia vào năm 1932 và đã được gắn lại dưới dạng cuộn tranh treo. Đoạn tranh này rộng khoảng 73,7 cm (29,0 in)  Tên của nó được đặt theo tên của chủ sở hữu giống với bản hiệu đính của gia tộc Morikawa. Cuộn tranh có chứa các đoạn đơn lẻ với những bức vẽ minh họa ngắn mô tả nội thất bên trong căn phòng truyền thống Nhật Bản với cửa trượt fusuma, chiếu tatami cùng một bức rèm. Giống với hầu hết những phân đoạn tranh khác ngoại trừ đoạn đầu tiên của các cuộn tranh khác, cảnh trong cuộn tranh đã mô tả một buổi lễ diễn ra vào buổi tối ngày 1 tháng 11 năm Kankō thứ 5 (tức ngày 1 tháng 12 năm 1008), vào dịp kỷ niệm 50 ngày sinh của Thân vương Atsuhira, tức Thiên hoàng Go-Ichijō sau này. Trong buổi tối đó, Murasaki Shikibu và Saishō no Kimi đã ẩn mình khỏi đêm tiệc rượu no say của các quý tộc, nhưng cuối cùng họ lại bị Michinaga, Saishō no Chūjō và những người khác tìm thấy. Ta có thể thấy bố cục bản vẽ trên đã bị chi phối bởi hình tượng đồ sộ Fujiwara no Michinaga với trang phục áo khoác và quần thổ cẩm được đặt ở giữa phòng, còn Murasaki Shikibu và Saishō no Kimi được đặt bên rìa bức vẽ và cúi đầu xuống để thể hiện sự tôn trọng. Khi phát hiện ra hai nữ quan đang lẩn trốn, Michinaga đã yêu cầu một trong hai người viết một bài thơ cho ông ta. Murasaki đã cảm thấy vô cùng sợ hãi và bất lực, và bà đã viết nên bài thơ waka sau:
Ngày năm mươi nên đếm người sao đây?

Ta cầu Thân vương tám nghìn năm đắc thọ.

Mặc dù đang trong cơn say, Michinaga vẫn viết một bài thơ khác hồi đáp lại:
Than ôi đời ta như đời sếu—

Ta liền nhẩm tính thọ trường Thân vương

Hơn ngàn năm đắc lão!

Theo những lời của Murasaki viết trong nhật ký thì "bài thơ trên xuất phát từ mong muốn sâu thẳm nhất của ngài Nhiếp chính". Dựa vào chủ đề mà nữ sĩ đã đề cập, ta có thế nhận thấy rằng cảnh trong bản vẽ trên có nét tương đồng với bản hiệu đính Azumaya trong "Genji emaki" với khoảnh khắc các quan viên quý tộc yêu cầu thơ phản hồi từ một người phụ nữ.　Phần cuộn tranh này đã được công nhận là Tài sản văn hóa quan trọng của Nhật Bản vào ngày 19 tháng 7 năm 1952.

### Cuộn tranh cũ của gia tộc Hisamatsu/ Cuộn tranh gia tộc Hinohara
Trước đây, cuộn tranh này thuộc quyền sở hữu của gia tộc Hisamatsu-Matsudaira, một nhánh của gia tộc Matsudaira nắm quyền cai trị lãnh địa Iyo-Matsuyama thời bấy giờ. Hiện tại, cuộn tranh đang thuộc về bộ sưu tập tư nhân của gia tộc Hinohara (日野原家, Nhật Dã Nguyên Gia). Do nguồn gốc di sản tổ tiên đa dạng, nó còn được gọi theo những cái tên khác nhau như "cuộn tranh cũ của gia tộc Hisamatsu" hoặc "cuộn tranh Hinohara". Cuộn tranh có chiều dài khoảng  531,6 cm (209,3 in) và bao gồm sáu phần lời dẫn chuyện xen kẽ với sáu bức tranh trải dài trên 13 trang giấy. Phần dẫn chuyện thứ tư tương đối dài và đã được chia đôi. Cuộn tranh Hinohara này đã được chỉ định là Tài sản văn hóa quan trọng của Nhật Bản.

#### "Lễ hội Loài chim"

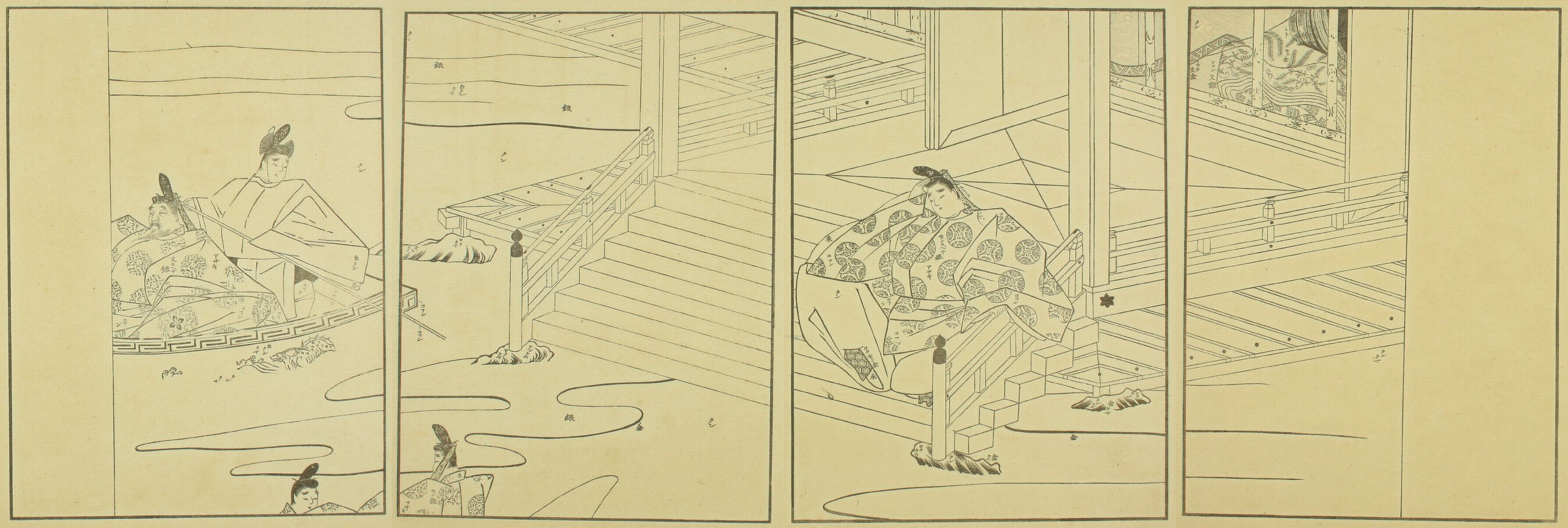

Được đặt trong bối cảnh buổi tối ngày 29 tháng 12 năm Kankō thứ 5 (ngày 27 tháng 1 năm 1009), trong cảnh này, Murasaki Shikibu đã trở lại Hoàng cung sau chuyến thăm về nhà cha mẹ đẻ. Nhân dịp kỉ niệm ngày hồi cung ấy, nữ văn sĩ đã nhìn lại cuộc sống trước kia của mình với con mắt hoài cổ. Bà đã thì thầm những vần thơ waka này trong giấc ngủ và sự cô đơn:
Cuộc đời ta tiến gần những tháng năm.

Trái tim ta rít lên lời thê lương của gió .

Bức vẽ đi kèm với lời dẫn chuyện đã cho người xem thấy cảnh tượng một người đàn ông đang đứng trên cầu thang của một ngôi nhà và hai người đàn ông khác đang đứng trên con thuyền ở bên ngoài. Phần tranh minh họa có sự kết nối với cảnh được mô tả trong lời dẫn chuyện mà hiện tại đang là phần tranh vẽ thứ năm trong cuộn tranh Hachisuka.

#### "Sự cố buổi đêm"

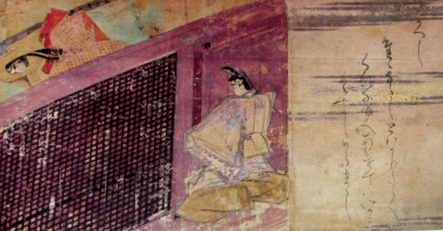
"Suốt đêm, tiếng gõ cửa to hơn cả đường ray nước, tôi đứng trong vô vọng trước cánh cửa gỗ hinoki mệt mỏi và than thở".[63

Cảnh truyện trên diễn ra vào một ngày không xác định vào năm Kankō thứ 6 (1009) với cảnh nữ quan Murasaki ngủ say trong đêm, trong một căn phòng với cửa ra vào khép kín; một người đàn ông đã gõ cánh cửa ấy. Với nỗi sợ khi phải mở cửa, bà đã thức cả đêm mà không hề tạo ra tiếng động nào. Sáng hôm sau, vị khách buổi đêm ấy đã tiết lộ mình là Michinaga thông qua một bài thơ ông ta gửi cho bà. Bà đã phản hồi lại bằng những dòng sau:
Ta thật sự rất hối tiếc, quả nhiên,
Ngài đã khiến cánh cửa mở ra bằng việc gõ vào phần rãnh nước rồi!

#### "Ngày thứ ba trong lễ kỷ niệm ngày sinh của Thân vương Atsuhira"

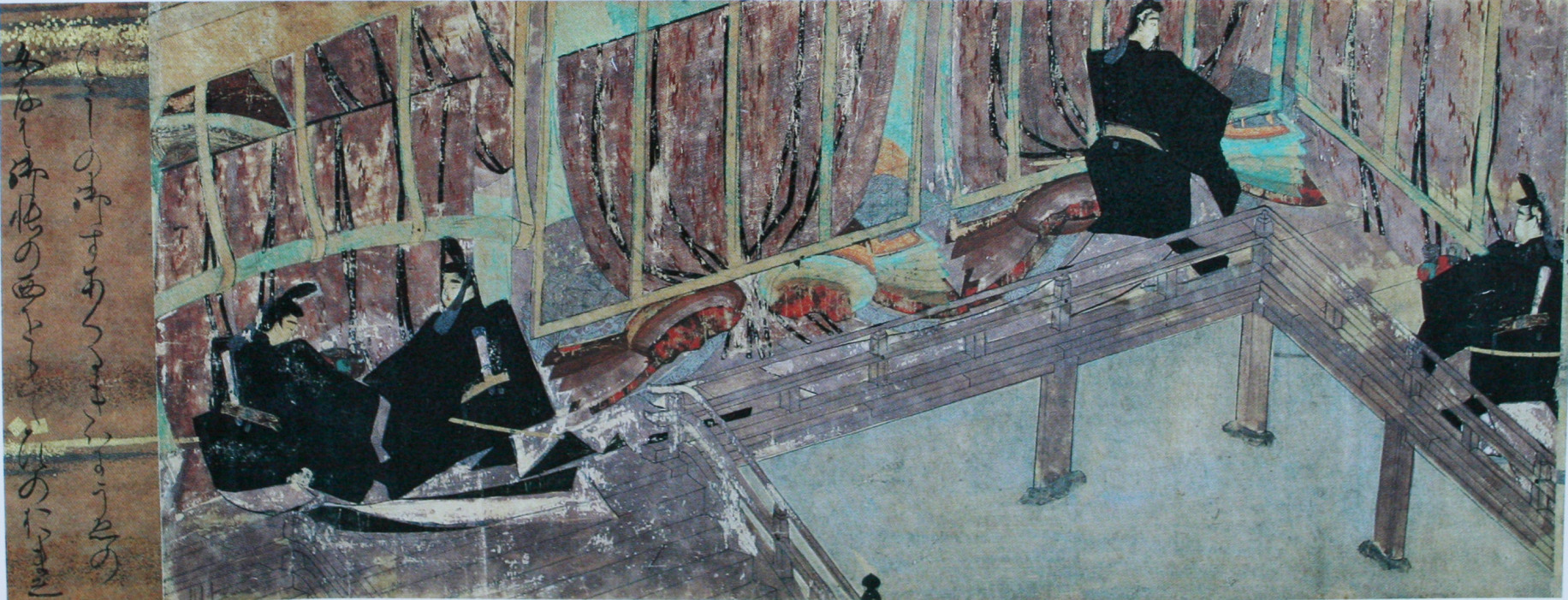
Triều thần mang thức ăn lên thưởng thức trên ban công.

Các cảnh từ 4 đến 6 đã mô tả cho người xem về lễ kỷ niệm 50 năm ngày sinh của Thân vương Atsunaga, tức Thiên hoàng Go-Suzaku sau này. Buổi lễ được tổ chức vào ngày 15 tháng 1 năm Kankō thứ 7 (tức ngày 1 tháng 2 năm 1010 dương lịch). Phần dẫn truyện thứ tư dài của văn bản được chia thành hai phần. Murasaki Shikibu đã đề cập ngắn gọn về mối quan hệ thân thiết giữa bà với một vị Nữ quan tên Kokosho và nói rằng bà đã ở chung với bằng hữu của mình trong một căn phòng được ngăn cách bởi vách ngăn kichō chỉ khi cả hai đều ở nhà. Hành vi này khiến Michinaga cho rằng họ đang ngồi lê đôi mách về người khác. Murasaki Shikibu sau đó mô tả chi tiết về các lễ hội trong ngày: về Hoàng hậu và các quan khách của bà, về trang phục cùng tên và chức danh của những người tham gia bao gồm Thiên hoàng, vị Thân vương mới sinh và các cung nữ. Lóa mắt trước sự hiện diện của họ, nữ sĩ đã trốn vào một căn phòng bên trong. Với tư cách là vú nuôi của vị Thân vương sơ sinh, vị phu nhân tên Nakadaka bế Thân vương trên tay và bước theo sau Thiên hoàng và Hoàng hậu. Murasaki Shikibu đã ca ngợi phong thái trang nghiêm, yên tĩnh và nghiêm túc của vị phu nhân ấy. Bức tranh liên quan đến cảnh này mô tả cảnh bốn cận thần trên ban công ( engawa ) của một ngôi nhà được xây dựng theo phong cách truyền thống Nhật Bản với những tấm vải rủ kín bên ngoài, những người đi qua không thể nhìn thấy những gì đang xảy ra bên trong. Bức tranh mô tả hai người đàn ông đang đi bộ, những người khác đang quỳ và dường như đang nói chuyện với một người bên trong tòa nhà hoặc đang đưa thứ gì đó cho người ở bên trong, còn hai người khác thì đang mang khay đựng cốc. 

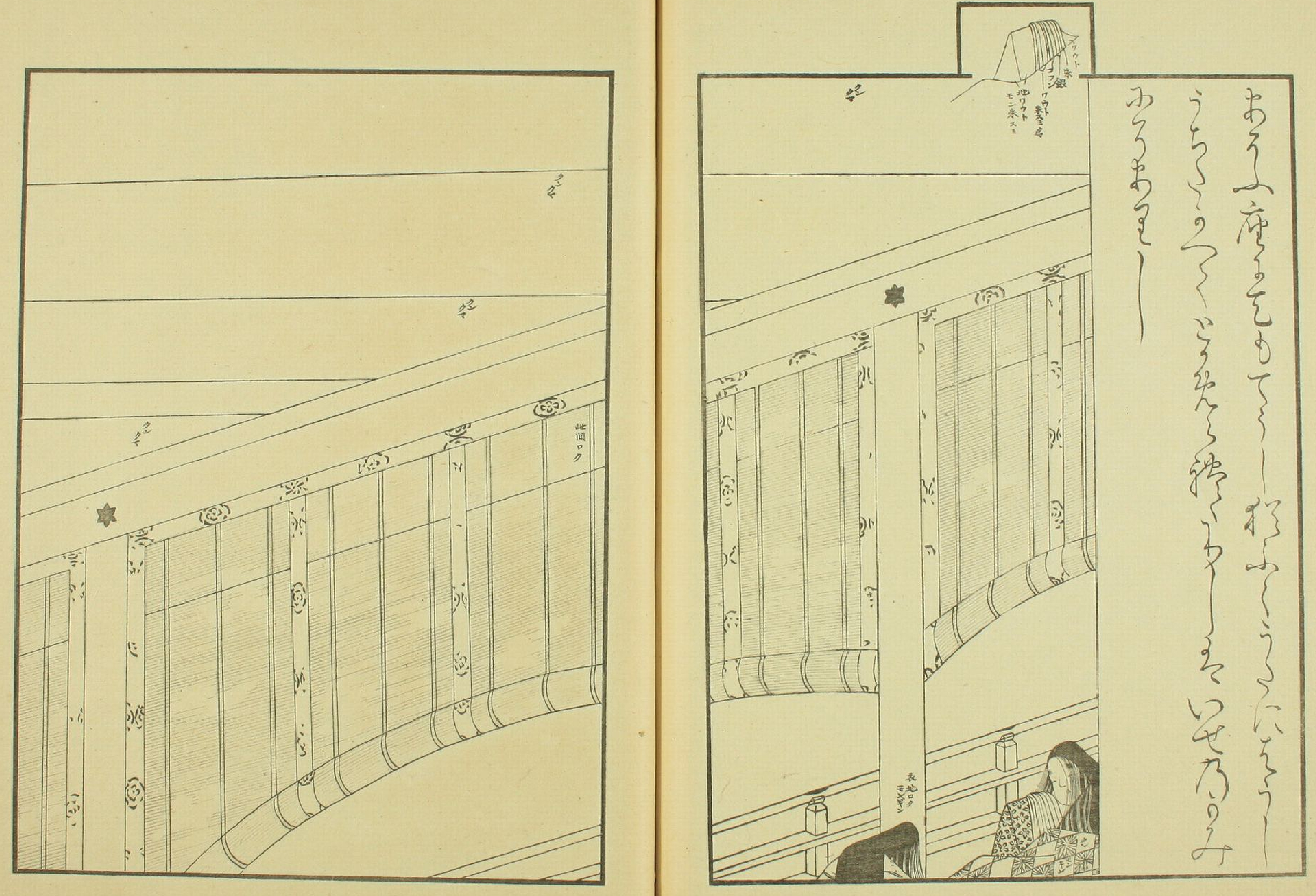

Trong cảnh tiếp theo, ta có thể thấy những chiếc bục mà các nhân vật trong tranh thường ngồi, được che chắn bởi tấm rèm misu, được mở ra và Murasaki Shikibu ghi chú thêm rằng chỉ có những người có địa vị cao và các nữ quan mới có thể ngồi trên những chiếc bục được đặt bên ngoài ban công.  Những người có phẩm cấp thấp hơn sẽ ngồi ở những bậc thang phía dưới nơi các vị Hoàng thất đang ngồi và biểu diễn các loại nhạc cụ như đàn tỳ bà (biwa), đàn hạc (koto) và sáo (shō). Bức tranh cũng đã khắc họa cảnh hai người phụ nữ quyền quý ngồi trên ban công và vén bức mành misu lên. Cả hai dường như đang tụ lại ở một góc và trò chuyện cùng nhau.

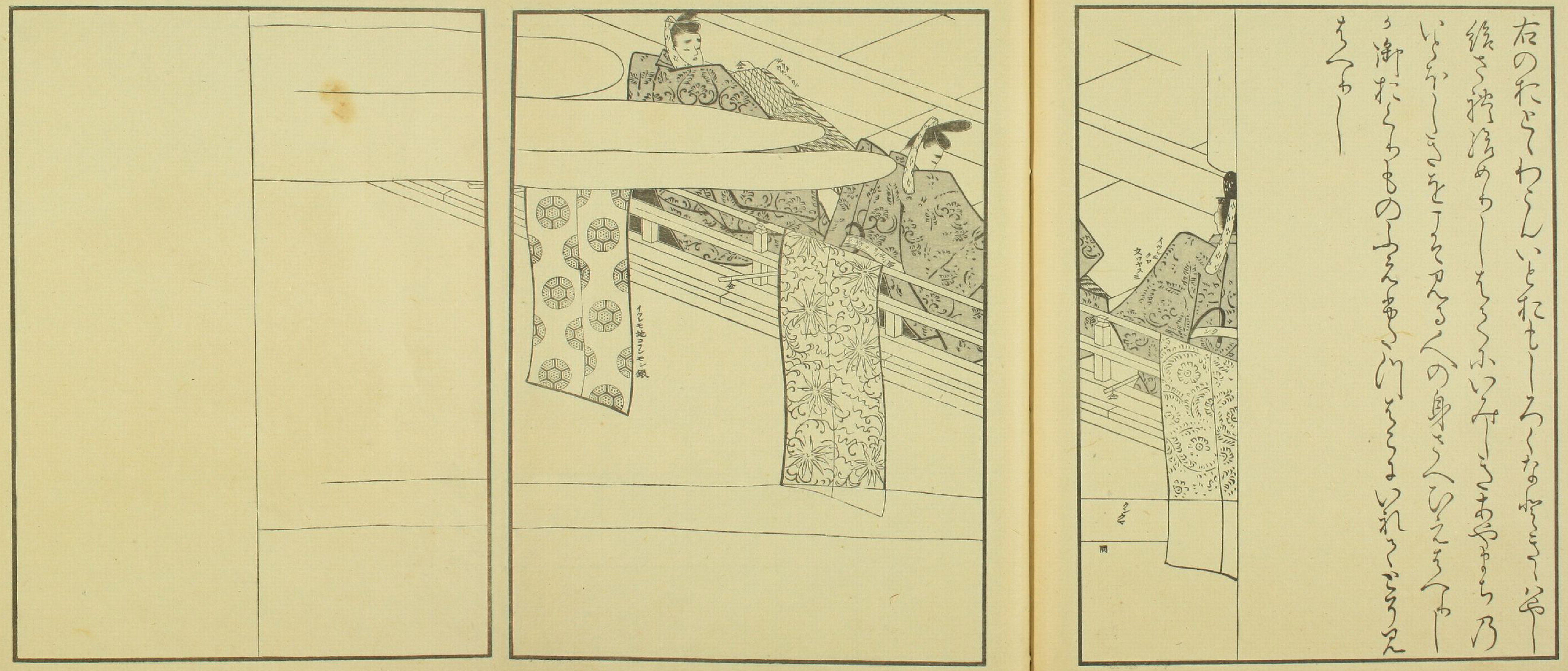

Tiếp đó là một đoạn dẫn chuyện ngắn, với cảnh cuối cùng trong cuộn tranh và cùng là phần cuối cùng mà chúng ta biết của cuốn nhật ký. Những nhạc công chính thức được chọn để biểu diễn trong yến hội là những người ở bên ngoài, một trong số đó đã "phạm phải sai lầm ở những nốt nhạc và hơi huýt sáo". Một vị Hữu Đại thần đã phạm phải một lỗi sai trầm trọng khi tán dương một điệu đàn koto sáu dây. Những lời trong bức Emaki (và cả cuốn nhật ký) kết thúc với hình ảnh món quà gồm hai chiếc hộp đựng sáo của Michinaga. Hình ảnh đã cho ta thấy cảnh ba vị viên quan quý tộc ngồi ở dãy ban công phía bên ngoài. Bên trái bức vẽ là hình ảnh cây đàn koto truyền thống của Nhật ở trước mặt một trong những người đàn ông ấy, đầu của anh ta hướng về phía hai người còn lại, bọn họ đều đang tập trung vào thứ đang ở ngay trước mặt mình (có thể đó là những nhạc cụ).